# Templo de Bel

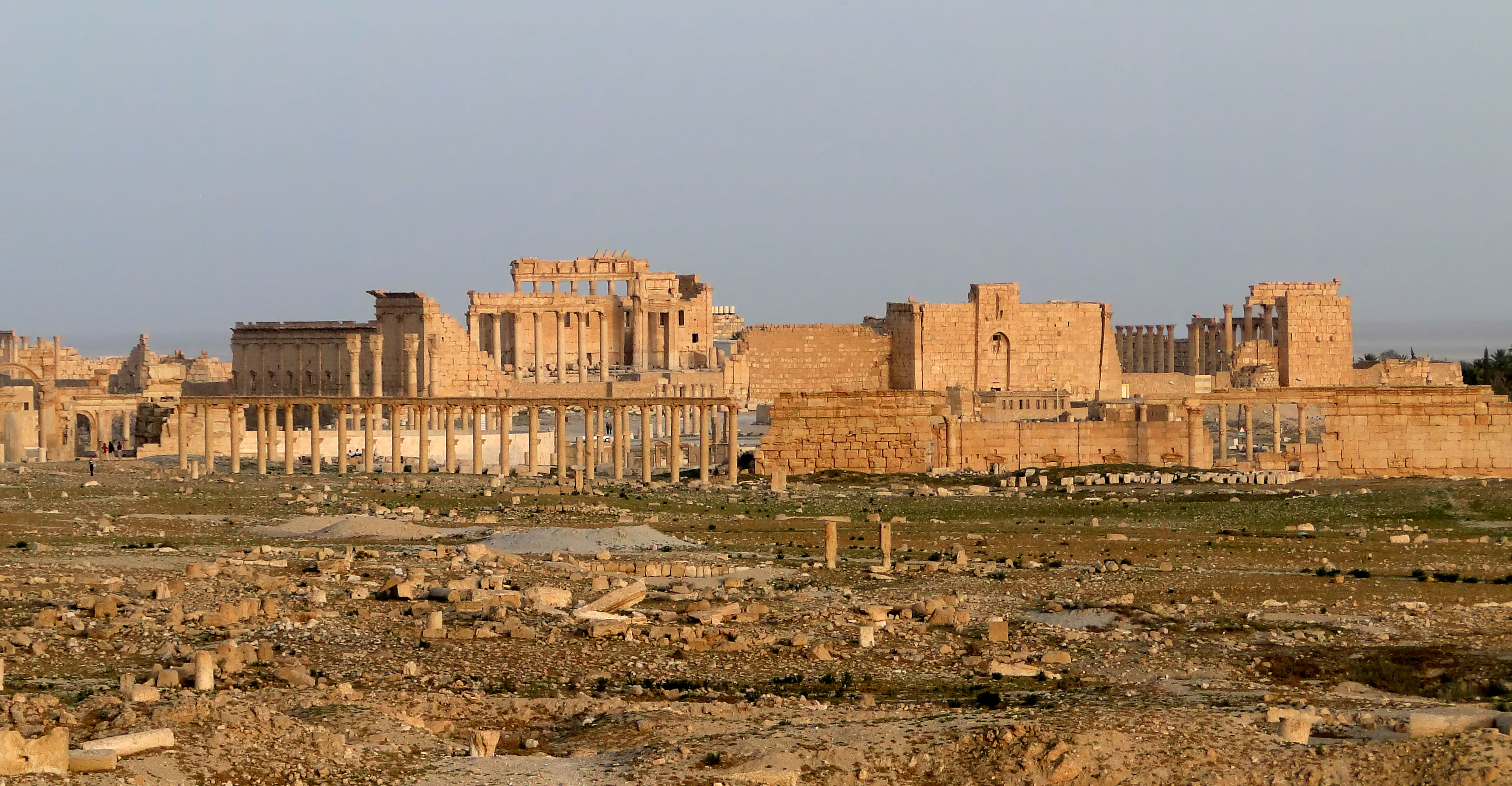

O Templo de Bel (em árabe: معبد بل‎), por vezes chamado Templo de Baal, era um edifício religioso situado no sítio arqueológico de Palmira, Síria, consagrado em 32 d.C. ao deus semita Bel, adorado em Palmira em trindade com o deus lunar Aglibol e o deus solar Yarhibol.
O templo era o centro da vida religiosa da cidade e alguns estudiosos consideravam-no a estrutura melhor preservada de Palmira. Foi destruído quase completamente com explosivos nos últimos dias de agosto de 2015 pelo Estado Islâmico do Iraque e do Levante.

## História
O templo foi construído sobre um tel onde a estratigrafia que a ocupação humana remonta ao terceiro milénio a.C. A área foi ocupada em épocas prérromanas por um templo anterior, que é usualmente designado como "primeiro templo de Bel" ou "templo helenístico". As paredes do témeno e do propileu foram erigidas no final do século I d.C. e primeira metade do século II d.C. A maior parte das colunas das colunatas interiores ainda tinham pedestais onde se erguiam as estátuas dos benfeitores.

## Arquitetura
Apresentava uma síntese notável dos estilos arquitetónicos do antigo Médio Oriente e greco-romanos. O templo estava alinhado ao longo do fim da parte oriental da Grande Colunata e ocupava um amplo recinto delineado por pórticos. Era de forma retangular, com o eixo longitudinal orientado no sentido norte-sul. Estava assente num pátio pavimentado rodeado de um muro maciço com 205 metros de perímetro com um propileu. O templo propriamente dito estava sobre um pódio no meio do pátio.
A cela era inteiramente rodeada por um prostilo de colunas coríntias, que só era interrompido no lado mais comprido por um portão de entrada com grandes degraus desde o pátio. A cela era única por ter dois santuários interiores — dois áditos, um a norte e outro a sul, dedicados a Bel e a outras divindades locais. A cela era iluminada por dois pares de janelas abertas na parte superior das paredes longitudinais.
A câmara norte era conhecida pelo baixo-relevo onde estavam esculpidos os sete planetas conhecidos na Antiguidade, rodeados pelos doze signos do Zodíaco, e uma procissão de camelos e mulheres com véu.  Em três das esquinas do edifício havia escadarias que conduzem a terraços no telhado.
No pátio há restos de um tanque, um altar, um refeitório e um edifício com nichos. No canto noroeste há uma rampa por onde os animais que iam ser sacrificados eram levados para o templo. Havia três portas monumentais, por onde se acedia pelo portão ocidental. Essas portas foram modificadas pelos árabes em 1132, quando erigiram um bastião e o templo foi convertido numa mesquita.